# Городской музей Пфорцхайма
Городской музей Пфорцхайма (нем. Stadtmuseum Pforzheim) — краеведческий музей в районе Брётцинген баден-вюртембергского города Пфорцхайм, с 1974 года располагающийся в помещении бывшей приходской церкви Святого Мартина и в здании старой школы. Коллекция экспонатов, рассказывавшая об истории города, была создана в 1897 году по инициативе Альфонса Керна.